# 村本忠秀
村本 忠秀（むらもと ただひで、1964年9月5日 - ）は、元アマチュア野球選手・指導者である。ポジションは捕手。

## 来歴・人物
高岡第一高校では２年生の時に1981年の夏の甲子園に出場した経験がある。卒業後には駒澤大学に入学する。
同期に新谷博、2年下に野村謙二郎がいた。
大学卒業後は社会人野球のNTT関西チームに入団する。1998年から2年間、NTT関西の監督を務めた。チームの再編成により、NTT西日本のコーチを務めた後に、2001年から2006年までに同チームの監督を務め、脇谷亮太や岸田護らを指導した。
その後は、2008年から2016年まで日本放送協会で高校野球解説者を務めた。
2016年春からは母校の高岡第一高校の監督を務めており、2020年の富山県高野連主催の「TOYAMA2020高校野球大会」では優勝を果たした。同年末からは球児に自己管理の大切さを伝えるため、髪型は丸刈りを強制せずに自由を委ねる方針をとっている。